# Edward Podlewski
Edward Podlewski (Podleski) herbu Bogoria (ur. 8 października 1826 w Zahajcach,  zm. 13 stycznia 1906 we Lwowie) – prawnik, urzędnik skarbowy, ziemianin i polityk konserwatywny, poseł do austriackiej Rady Państwa.

## Życie
Ukończył studia prawnicze na uniwersytecie we Lwowie, z tytułem doktora. Wybrał karierę urzędniczą. Od 1849 był praktykantem konceptowym w Dyrekcji Prokuratorii Państwa we Lwowie, następnie adiunkt w jej ekspozyturze w Krakowie (1855) i Lwowie (1856-1858). Sekretarz w biurze prezydialnym Namiestnictwa Galicyjskiego we Lwowie (1859-1860) i sekretarz ministerialny w Ministerstwie Spraw Wewnętrznych (1861-1863). Zastępca przewodniczącego Komisji do spraw odkupu i uporządkowania ciężarów gruntowych w Krakowie (1864-1866) następnie zastępca prezesa Krajowej Komisji do spraw odkupu i uporządkowania ciężarów gruntowych we Lwowie (1867-1874) a także zastępca prezydenta Funduszów Indemnizacyjnych we Lwowie (1870-1874). Radca Namiestnictwa Galicyjskiego (1870-1874). Jako rzeczywisty radca dworu był prezesem Prokuratorii Skarbu we Lwowie (1874-1890) Od 1875 komisarz rządowy Galicyjskiego Towarzystwa Kredytowego Ziemskiego (1876-1885). W 1890 przeszedł w stan spoczynku. Prezes Komisji Egzaminów Państwowych a także prezes jej II oddziału (sądowego) we Lwowie (1872-1893).
Ziemianin, właściciel dóbr Czernielów Mazowiecki w pow. tarnopolskim. Członek w latach 1880-1882 i 1900-1906 Galicyjskiej Kasy Oszczędności,  oraz członek jej wydziału we Lwowie (1874-1884). Członek oddziału lwowskiego a od 1877 oddziału tarnopolskiego Galicyjskiego Towarzystwa Gospodarskiego we Lwowie (1870-1903).
Poseł do austriackiej Rady Państwa VIII kadencji (3 lutego 1893 – 22 stycznia 1897) wybrany w wyborach uzupełniających w kurii I (większej własności), okręgu wyborczym nr 14 (Brzeżany-Przemyślany–Podhajce) po śmierci Alfonsa Czaykowskiego. Należał do grupy posłów konserwatywnych Koła Polskiego w Wiedniu. Członek Trybunału Państwa (Staatsgerichtshof) Austro-Węgier (1890-1893, 1898-1906). We wspomnieniu pośmiertnym zamieszczonym w "Gazecie Lwowskiej" jej redaktor napisał: Ze śmiercią Edwarda Podlewskiego schodzi ze świata wielce charakterystyczna postać znakomitego urzędnika-obywatela, który z głęboką wiedzą prawniczą i ścisłością w urzędowaniu, łączył niezłomność zasad i samodzielność przekonań które kierowały całym jego nieskazitelnym życiem.
Pochowany został wraz z żoną w grobowcu rodzinnym na cmentarzu w Czernielowie Mazowieckim.

## Odznaczony
Komandor orderu Franciszka Józefa (1890), Kawaler orderu Leopolda (1882),

## Rodzina i życie prywatne
Urodził się w rodzinie ziemiańskiej, syn Ignacego Andrzeja (1783–1858) właściciela wsi Zahajce w pow. podhajeckim i Antoniny z Morawskich. Jego bratem był Wincenty Ambroży, pułkownik armii austriackiej i ziemianin. Szwagier Dawida Abrahamowicza, Kornela Krzeczunowicza i Filipa Zaleskiego. Ożenił się w 1866 z Felicją z Suchodolskich (1845-1938), mieli dzieci: synów Leona Edwarda (1872-1948) Ignacego Jana, i Edwarda Feliksa oraz córki: Izydorę Salomeę, Antoninę Felicję (z męża Horodyńską) i Izabelę (żonę Edwarda Kozickiego).